# 小国頼連
小国 頼連（おぐに よりつぐ、よりつら、生没年未詳）は、鎌倉時代前期の武将・御家人。越後国刈羽郡小国保を本拠とする豪族・小国氏の家祖。父は源宗頼（桃園兵衛大夫、頼行の子）。諱は頼継とも記される。号は源兵衛三郎。子に頼隆がある。
建暦2年（1212年）1月、将軍実朝の面前における弓始めの儀で射手の一番手として召されるが当日弓を帯びておらず、与えられた荒木の弓を用いてその剛力と優れた弓術を見せたことから、感心した実朝によって越前国稲津保の地頭職を下賜された（『吾妻鏡』同年1月11日条）。
承久の乱では、幕府方として北陸道を進軍した北条朝時の軍勢に加わった（『吾妻鏡』承久3年（1221年）6月8日条）。